# Plutarco Elías Calles (Aguascalientes)
Plutarco Elías Calles es una localidad del estado mexicano de Aguascalientes. Es parte del municipio de Asientos.

## Toponimia
El nombre de la localidad alude a Plutarco Elías Calles, presidente de México de 1924 a 1928.

## Demografía
| Gráfica de evolución demográfica |
|                                  |

| Censo | Población |
| ----- | --------- |
| 1940  | 118       |
| 1950  | 185       |
| 1960  | 249       |
| 1970  | 281       |
| 1980  | 536       |
| 1990  | 676       |
| 2000  | 800       |
| 2010  | 985       |
| 2020  | 1 094     |